# Едмундо Гонсалес
Едму̀ндо Гонса̀лес Уру̀тия (на испански: Edmundo González Urrutia) е венецуелски дипломат и политик от коалицията „Единна платформа“.
Роден е на 29 август 1949 година в Виктория в семейство от средната класа. Завършва международни отношения в Централния университет с магистратура в Американския университет във Вашингтон. От 1972 до 2004 година работи във външното министерство, като заема постовете на посланик в Алжир (1991 – 1993) и Аржентина (1998 – 2002). След 2013 година участва активно в опозиционното движение срещу авторитарния режим на Николас Мадуро.
През 2024 година Гонсалес печели президентските избори, които режимът на Мадуро отказва да признае, след което получава политическо убежище в Испания. Няколко месеца по-късно получава заедно с опозиционната активистка Мария Корина Мачадо Наградата за свобода на мисълта „Сахаров“.